# Bail de villégiature (Québec)

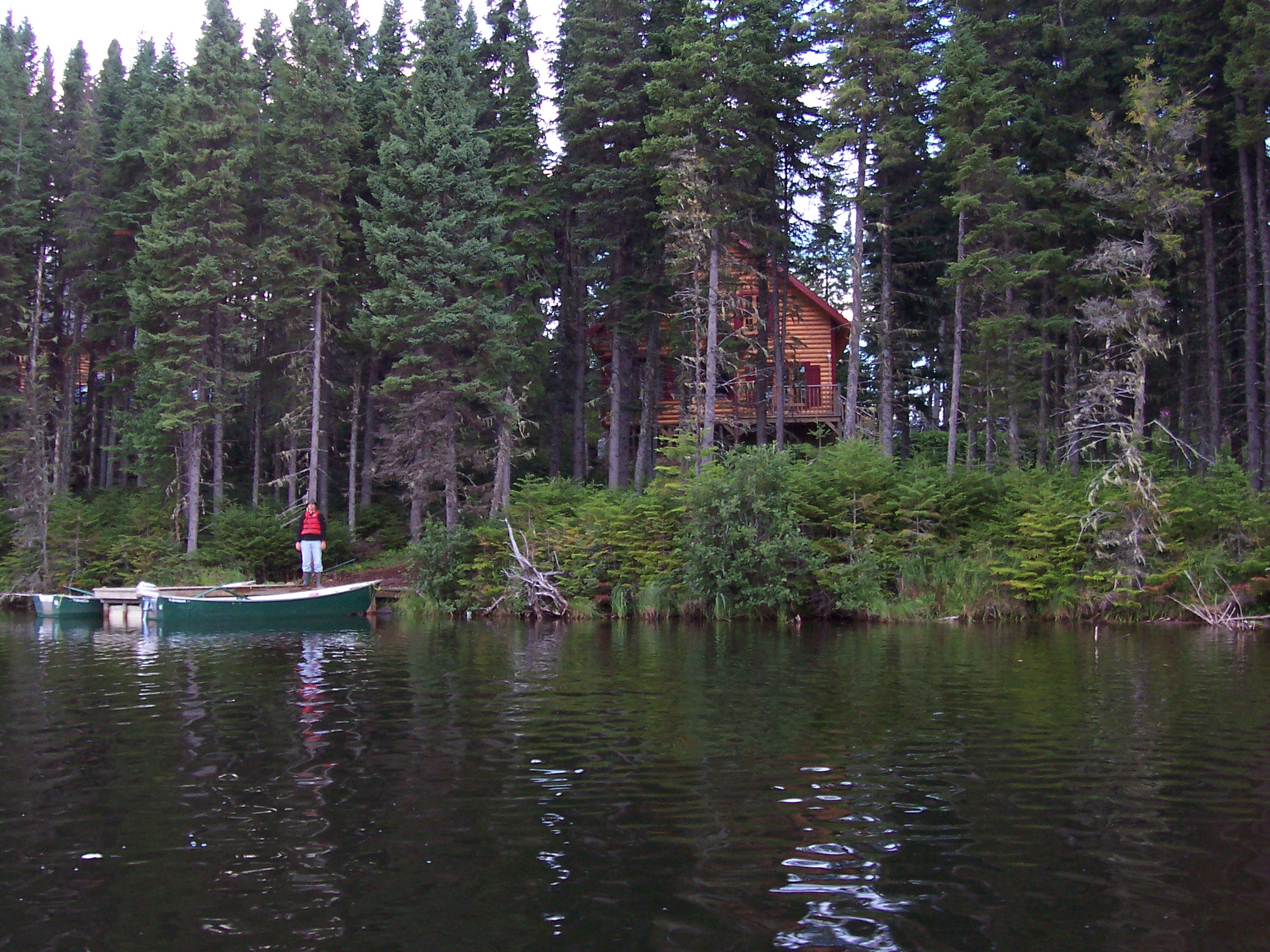
Résidence de villégiature sur le bord d'un lac.

Au Québec, un bail de villégiature est un contrat de location permettant à un citoyen d'occuper une partie des terres du domaine de l'État.

## Description
Les baux sont le plus souvent délivrés par le ministère des Ressources naturelles et des Forêts, et par certaines municipalités régionales de comtés délégataires de la gestion des terres publiques. Il existerait actuellement environ 32 000 baux pour des fins de villégiature (résidence secondaire, camp de chasse), auxquelles on peut ajouter 10 000 baux d'abris sommaires. Ils visent à réglementer l'occupation des terres publiques en interdisant son appropriation ou son occupation sans permission.
Il s'agit souvent de terrains d'une superficie habituelle de 4 000 m2, en majorité riverains et boisés. Attribués principalement par tirage au sort, le détenteur est libre de l'occuper en respectant la réglementation et en s'acquittant annuellement d'un loyer. En tant que détenteur, il est libre de transférer son bail à une autre personne.
En 2020, un nouveau système de tarification est créé par le gouvernement.